# TT91
La tombe thébaine TT 91 est située à Cheikh Abd el-Gournah, dans la nécropole thébaine, sur la rive ouest du Nil, face à Louxor en Égypte.
C'est la sépulture d'un inconnu (nom perdu) qui aurait vécu sous les règnes de Thoutmôsis IV et Amenhotep III.